# شهریار مغانلو
شهریار مغانلو (زادهٔ ۳۰ آذر ۱۳۷۳) بازیکن فوتبال اهل ایران است که در پست مهاجم برای باشگاه فوتبال پرسپولیس و تیم ملی فوتبال ایران بازی می‌کند.
او سابقه بازی برای باشگاه‌های سپاهان، پرسپولیس، پیکان، ملوان و سانتاکلارا را نیز در کارنامه دارد.

## دوران باشگاهی

### سانتا کلارا پرتغال
مغانلو در نیم‌فصل حضور در تیم فوتبال سانتا کلارا در کل ۱۱ بازی در لیگ برتر داشت. او در ۲ مسابقه در جام حذفی پرتغال نیز بازی کرد و طی این مدت، توانست یک گل بزند و روی یک گل هم اثرگذار باشد. در کل، در نخستین فصل حضورش در این تیم، او فرصت زیادی برای خودنمایی به دست نیاورد.

### پرسپولیس تهران
شهریار مغانلو در ۱۷ اسفند ۱۳۹۹ با قراردادی قرضی به مدت شش ماه، به تیم فوتبال پرسپولیس پیوست.
او در اوایل حضورش با عنوان بازیکن پرسپولیس در لیگ برتر امار خوبی نداشت ولی در لیگ قهرمانان آسیا امار درخشانی از خود نشان داد.

### سپاهان اصفهان
وی در تاریخ ۳ شهریور ۱۴۰۰ با قراردادی ۳ ساله به سپاهان پیوست. باشگاه‌های سپاهان و سانتاکلارا درپی توافقی، محمد محبی را با شهریار مغانلو معاوضه کردند.

## آمار

### آمار باشگاهی
| باشگاه                | دسته                  | فصل                   | لیگ  | لیگ | جام حذفی | جام حذفی | آسیا | آسیا | مجموع | مجموع |
| باشگاه                | دسته                  | فصل                   | بازی | گل  | بازی     | گل       | بازی | گل   | بازی  | گل    |
| --------------------- | --------------------- | --------------------- | ---- | --- | -------- | -------- | ---- | ---- | ----- | ----- |
| پیکان                 | لیگ آزادگان           | ۹۵–۱۳۹۴               | ۱۷   | ۲   | ۲        | ۰        | –    | –    | ۱۹    | ۲     |
| پیکان                 | لیگ برتر              | ۹۶–۱۳۹۵               | ۷    | ۰   | ۰        | ۰        | –    | –    | ۷     | ۰     |
| پیکان                 | لیگ برتر              | ۹۹–۱۳۹۸               | ۲۸   | ۱۳  | ۲        | ۲        | –    | –    | ۳۰    | ۱۵    |
| مجموع پیکان           | مجموع پیکان           | مجموع پیکان           | ۵۲   | ۱۵  | ۴        | ۲        | –    | –    | ۵۶    | ۱۷    |
| ملوان                 | لیگ آزادگان           | ۹۶–۱۳۹۵               | ۹    | ۱   | ۰        | ۰        | –    | –    | ۹     | ۱     |
| ملوان                 | لیگ آزادگان           | ۹۷–۱۳۹۶               | ۱۶   | ۴   | ۱        | ۰        | –    | –    | ۱۷    | ۴     |
| ملوان                 | لیگ آزادگان           | ۹۸–۱۳۹۷               | ۲۹   | ۱۵  | ۲        | ۱        | –    | –    | ۳۱    | ۱۶    |
| مجموع ملوان (قرضی)    | مجموع ملوان (قرضی)    | مجموع ملوان (قرضی)    | ۵۴   | ۲۰  | ۳        | ۱        | –    | –    | ۵۷    | ۲۱    |
| سانتا کلارا           | لیگ پرتغال            | ۲۱–۲۰۲۰               | ۱۲   | ۰   | ۲        | ۱        | –    | –    | ۱۴    | ۱     |
| مجموع سانتاکلارا      | مجموع سانتاکلارا      | مجموع سانتاکلارا      | ۱۲   | ۰   | ۲        | ۱        | –    | –    | ۱۴    | ۱     |
| پرسپولیس              | لیگ برتر              | ۱۴۰۰–۱۳۹۹             | ۱۳   | ۴   | ۲        | ۰        | ۶    | ۴    | ۲۱    | ۸     |
| مجموع پرسپولیس (قرضی) | مجموع پرسپولیس (قرضی) | مجموع پرسپولیس (قرضی) | ۱۳   | ۴   | ۲        | ۰        | ۶    | ۴    | ۲۱    | ۸     |
| سپاهان                | لیگ برتر              | ۰۱–۱۴۰۰               | ۲۷   | ۸   | ۱        | ۰        | ۵    | ۳    | ۳۳    | ۱۱    |
| سپاهان                | لیگ برتر              | ۰۲–۱۴۰۱               | ۲۸   | ۱۳  | ۲        | ۳        | ۰    | ۰    | ۳۰    | ۱۶    |
| سپاهان                | لیگ برتر              | ۰۳–۱۴۰۲               | ۲۷   | ۱۶  | ۴        | ۲        | ۶    | ۱    | ۳۷    | ۱۹    |
| مجموع سپاهان          | مجموع سپاهان          | مجموع سپاهان          | ۸۲   | ۲۷  | ۷        | ۵        | ۱۱   | ۴    | ۱۰۰   | ۳۶    |
| کلبا                  | لیگ برتر امارات       | ۲۴–۲۰۲۳               | ۲۶   | ۸   | ۰        | ۰        | ۰    | ۰    | ۲۶    | ۸     |
| مجموع آمار            | مجموع آمار            | مجموع آمار            | ۲۲۴  | ۷۴  | ۱۸       | ۹        | ۱۷   | ۸    | ۲۵۹   | ۹۱    |

### آمار ملی

#### بازی‌های ملی
تا تاریخ ۱۰ ژوئن ۲۰۲۵
| ایران | ایران | ایران | ایران  |
| سال   | بازی  | گل    | پاس گل |
| ----- | ----- | ----- | ------ |
| ۲۰۲۳  | ۴     | ۱     | ۰      |
| ۲۰۲۴  | ۱۰    | ۱     | ۱      |
| ۲۰۲۵  | ۲     | ۰     | ۰      |
| مجموع | ۱۶    | ۲     | ۱      |

#### گل‌های ملی
| شماره | تاریخ           | میزبان | بازی ملی | حریف    | نتیجه | رقابت   |
| ----- | --------------- | ------ | -------- | ------- | ----- | ------- |
| ۱     | ۱۲ سپتامبر ۲۰۲۳ | تهران  | ۴        | آنگولا  | ۴–۰   | دوستانه |
| ۲     | ۹ ژانویه ۲۰۲۴   | الریان | ۶        | اندونزی | ۵–۰   | دوستانه |

## دوران ملی
مغانلو اولین بار در فروردین ۱۴۰۲ به تیم ملی فوتبال ایران دعوت شد و در بازی مقابل روسیه و کنیا به میدان رفت. مغانلو برای بار دوم در شهریور ۱۴۰۲ به تیم ملی دعوت شد و در بازی مقابل آنگولا اولین گل ملی‌اش را به ثمر رساند.

### جام ملت‌های آسیا ۲۰۲۳
مغانلو در جام ملت‌های آسیا ۲۰۲۳ به تیم ملی دعوت شد و در بازی دوستانه مقابل اندونزی قبل از جام ملت‌های آسیا، دومین گل ملی‌اش را به ثمر رساند.

## افتخارات

### باشگاهی

#### پرسپولیس
- قهرمانی در لیگ برتر ایران: ۱۴۰۰–۱۳۹۹
- سوپر جام فوتبال ایران: ۱۳۹۹

#### سپاهان
نایب قهرمانی لیگ برتر: ۰۲–۱۴۰۱
قهرمانی در جام حذفی: ۰۳–۱۴۰۲

#### فردی
- آقای گل لیگ برتر فوتبال ایران: ۰۲–۱۴۰۱[۱۰] و ۰۳–۱۴۰۲